# Jaraíz de la Vera
Jaraíz de la Vera és una vila i municipi extremeny situat al nord-est de la província de Càceres, una de les dues que componen la regió. Està situat al centre de la Comarca de La Vera, de la qual és la capçalera per antonomàsia i la població més important, si bé la seu administrativa de la Mancomunitat de La Vera és la veïna localitat de Cuacos de Yuste.
Segons l'INE, la població oficial és de 6.727 habitants, dada que contrasta de forma important amb la xifra aportada per l'ajuntament de la localitat, que ascendeix a 7.287 habitants (Dades del Padró Municipal a 9 de gener de 2013). Això fa de Jaraíz, en ambdós casos, el novè nucli urbà de la província i el vintè tercer de la regió, sent a més el cinquè amb més densitat de població. Amb això, constitueix un 1,6% de la població total de Càceres. Molt properes al nucli urbà es troben les poblacions de Torremenga i Collado de la Vera, formant amb la localitat un principi de conurbació. Quant a la relació de serveis que la ciutat ofereix, la població té una àrea d'influència d'unes 8.800 persones aproximadament.
Fundat a principis de la baixa edat mitjana, la localitat va rebre el títol de vila de realengo a 1685, any en què va obtenir la independència de la ciutat de Plasència. No obstant això, hi ha vestigis de poblats neolítics i romans en terrenys propers a la localitat i nombrosos objectes que fan pensar que hi va haver assentaments d'aquestes poblacions en èpoques anteriors a l'edat mitjana. Entre 1920 i 1960, la localitat va incrementar de manera extraordinària la seva població, arribant a doblar les dades del padró. Entre 1981 i 2001 va començar una primera decadència en aquest creixement, que va ser esmenada amb un altre auge en el nombre d'habitants. Aquest va estar motivat, entre altres causes, per la immigració. Actualment, la població es troba en una segona regressió.
Jaraíz és conegut com la Capital Mundial del Pebre vermell, ja que és en aquesta comarca, on es produeix el pebre vermell amb més qualitat del món. De fet, la localitat posseeix un museu dedicat a la preada espècia. També és seu del Consell de Regulació de la Denominació d'Origen del Pebre vermell de La Vera. La gastronomia jaraiceña, i la verata en general, és molt coneguda a l'una que variada, comptant amb una alta consideració per part de crítics gastronòmics, guies de restaurants, etc. És considerada la gastronomia un dels àmbits més importants de la cultura de la localitat, tenint una gran fama la caldereta de cabrit i els embotits, entre d'altres. També tenen un elevat prestigi les Fires de la Tapa, en què participen diversos bars i restaurants de la ciutat.
L'economia de la ciutat està basada principalment en el comerç i en el sector serveis, representant aquests un alt percentatge de l'activitat econòmica. Igualment cal destacar el sector de la construcció. Jaraíz de la Vera constitueix també una destinació turística de primer ordre, dins d'Extremadura, donat el caràcter històric de la vila, així com pels meravellosos paisatges pels quals està envoltada la localitat. També és a prop d'altres destinacions de primer ordre com poden ser Garganta la Olla o el Monestir de Yuste.
Dins de les infraestructures s'ha de recordar que Jaraíz suposa un nus de comunicacions en aquesta zona extremenya. Quant a infraestructures sanitàries, el municipi compta amb un recent ampliat centre de salut, que ha estat equipat amb noves eines i més personal mèdic (encara que recentment s'ha reduït), que suposen una atenció més ràpida de la gent de la comarca, sense haver de recórrer a l'Hospital Verge del Port de Plasència.